# Bancelló
Bancelló és una masia situada al municipi de Guixers, a la comarca catalana del Solsonès.